# イラ
イラ （伊良、苛魚、Choerodon azurio） は、スズキ目ベラ亜目ベラ科に属する魚の一種。

## 分布
南日本(本州中部地方以南)、台湾、朝鮮半島、シナ海（東シナ海、南シナ海）に生息する。

## 形態

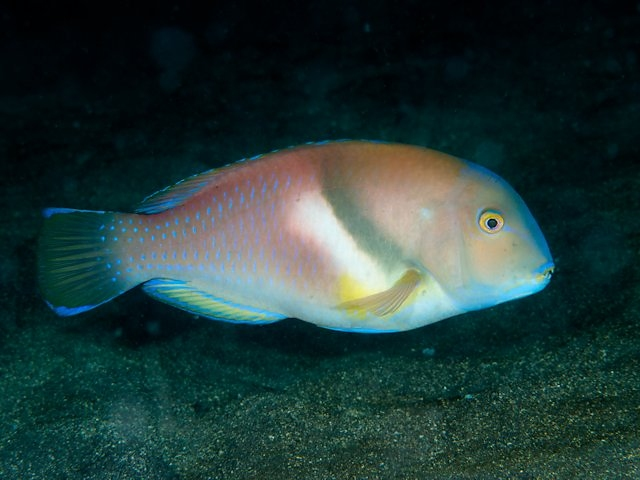
イラの成魚。黒色斜走帯の後ろを沿うように白色斜走帯が走る。

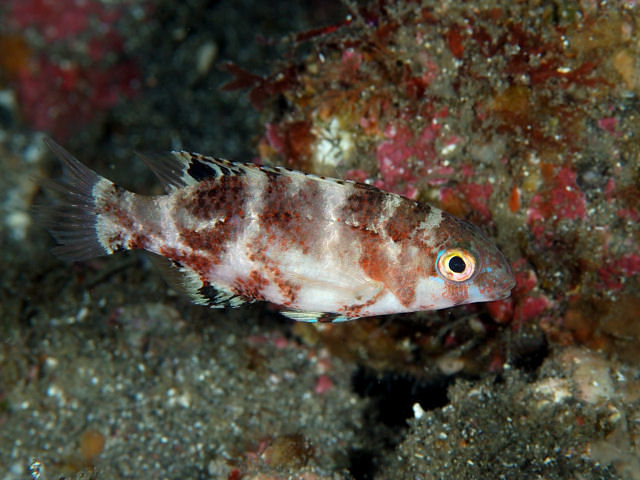
イラの幼魚。成魚とは模様が異なる。

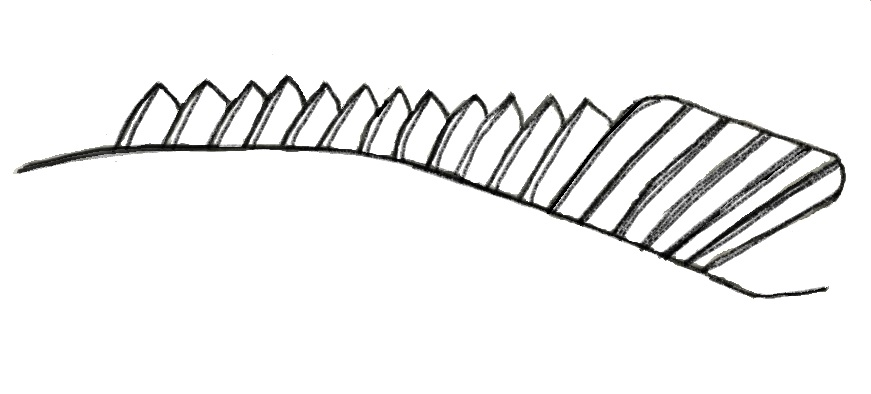
イラの背鰭。12棘7軟条。

全長約40-45cm。背鰭12棘（11-14棘）7軟条、臀鰭3棘10軟条。体は楕円形でやや長く、側扁である。また、イラ属はベラ科魚類の中では体高が高い。額から上顎までの傾斜が急で、アマダイを寸詰まりにしたようである。老成魚の雄は前額部が隆起・肥大し、吻部の外郭は垂直に近くなる。アマダイより鱗が大きい。両顎歯は門歯状には癒合せず、癒合し鋸歯縁のある隆起線をつくる。しかしブダイ科魚類のように歯板を形成することはない。前部に最低1対の大きな犬歯状の歯（後犬歯）がある。側線は一続きで、緩やかにカーブする。前鰓蓋骨の後縁は細かい鋸歯状となる。尾鰭後縁はやや丸い。
体色は紅褐色から暗紅色で腹側は色が薄く、尾鰭は濃い。口唇は青色で、鰭の端は青い。背鰭と腹鰭、臀鰭は黄色。背鰭棘部の中央から胸鰭基部にかけ、不明瞭で幅広い黒褐色の斜走帯が走る。その帯の後ろを沿うように白色斜走帯（淡色域）がある。幼魚にはこの斜走帯はない。雌雄の体色や斑紋の差が大きい。

## 生態
沿岸のやや深い岩礁域やその周りの砂礫底に見られ、単独でいることが多い。日本近海での産卵期は夏。夜は岩陰や岩穴などに隠れて眠る。
雌から雄への性転換を行う。

### 食性
付着生物や底生動物などを食べる肉食性。これはイラ属の魚類に共通する。

## 利用
食用だが、肉は柔らかく、うまく捌けば上品な白身だが、評価は普通または不味と分かれる。また水っぽいという意見もある。他種と混獲される程度で漁獲量も少なく、あまり利用されない。
刺身、煮つけなどにされる。

## 名称

### 由来
和名の由来は以下の説がある。
- 性質が苛々していることから「苛魚」の意という説。
- イザ（斑紋）の転訛だという説。

### 地方名
地域によって、いろいろな名前で呼ばれる。（以下、五十音順。カッコ内は呼ばれる地域、もしくは漢字表記。）
名前からテンスやアマダイ、ブダイ、カンダイと混同されていることがわかる。
アマ（和歌山県太地町）、アマダイ（甘鯛）、イザ（斑紋）、イソアマダイ（和歌山県）（磯甘鯛）、イダ、オキノアマダイ（沖甘鯛）カンダイ（東京）、カンノダイ、クジ、ケサ（静岡県沼津）（袈裟）、コス、コンス、タツ（愛知県一色）、テス（和歌浦、鳥羽、高知）、テスコベ（三重県尾鷲）、ナベ（鍋）、ナベワリ（鍋割）、ハト（福岡県志賀島）（鳩）、ハトノメ（愛知県熱田）（鳩の目）、バンド（愛媛県愛南町）、ブダイ（武鯛）、ベルト（愛媛県愛南町）、ホテイ（神奈川県江ノ島）（布袋）、モクズ（富山県）（藻屑）、モブシ（和歌山県雑賀崎）（藻伏魚）、モムシなど数多い。